# Ichneumon zoologicus
Ichneumon zoologicus là một loài tò vò trong họ Ichneumonidae.